# Доценко, Виктор Петрович
Виктор Петрович Доценко (10 декабря 1975, Киев, Украинская ССР, СССР) — украинский футболист, защитник, полузащитник.

## Игровая карьера
Футболом начинал заниматься в киевской СДЮШОР «Смена» (первый тренер — А. Т. Алексеенко). Продолжил обучение в киевском спортинтернате (тренер — Ф. Й. Медвидь). Первой взрослой командой Виктора был «Олимпик» (Киев), выступавший в любительском чемпионате Украины.
После завершения учёбы в спортинтернате, Фёдор Медвидь отправил Виктора и ещё нескольких ребят на сборы во Львов. После смотрин в «Карпатах», Мирон Маркевич решил подписать с Доценко контракт сроком на один год. 15 мая 1994 года в составе «Карпат» в матче с винницкой «Нивой» дебютировал в высшей лиге чемпионата Украины.
После окончания контракта с львовской командой, Виктора пригласили в Донецк. Заиграть в «Шахтёре» оказалось не так просто. В составе «горняков» в то время играли семь кандидатов в национальную сборную, много ребят также выступали за украинскую «молодёжку». Доценко сыграл всего 2 матча в розыгрышах Кубка Украины и был отправлен в аренду. Поиграл в командах «Скифы» (Львов), «Нива» (Тернополь), «Металлург» (Донецк), «Кривбасс», «Сталь» (Алчевск), «Николаев». В этот период Виктор становился победителем первой лиги чемпионата Украины 1996/97, второй лиги чемпионата Украины 1997/98, обладателем Кубка Украины 1994/95 и 1996/97.
В 1999 году Анатолий Коньков, перешедший из «Николаева» в «Ворсклу» забрал Доценко и Онопко вместе с собой. В полтавской команде сыграл больше 100 матчей, выступал в Кубке УЕФА 2000/01 (3 игры). В 2002 году покинул команду из-за задержки заработной платы. Далее выступал в «Черноморце» (избирался капитаном команды) и луганской «Заре».